# Bayerische Denkmalliste
Die Bayerische Denkmalliste ist das zentrale Informations- und Verwaltungsinstrument des Freistaats Bayern für Denkmalschutz und Denkmalpflege. Sie ist ein nachrichtliches Verzeichnis von Baudenkmälern, Bodendenkmälern und beweglichen Denkmälern. Die Denkmalliste wird vom Bayerischen Landesamt für Denkmalpflege von Amts wegen geführt und fortgeschrieben und kann dort eingesehen werden.

## Gesetzliche Grundlagen
Im Artikel 1 des Bayerischen Denkmalschutzgesetzes (DSchG) sind Denkmäler definiert als „von Menschen geschaffene Sachen oder Teile davon aus vergangener Zeit, deren Erhaltung wegen ihrer geschichtlichen, künstlerischen, städtebaulichen, wissenschaftlichen oder volkskundlichen Bedeutung im Interesse der Allgemeinheit liegt“. Die Denkmäler werden dann unterschieden in Baudenkmäler und Bodendenkmäler. Baudenkmäler sind „bauliche Anlagen oder Teile davon aus vergangener Zeit, … einschließlich dafür bestimmter historischer Ausstattungsstücke. … Zu den Baudenkmälern kann auch eine Mehrheit von baulichen Anlagen (Ensemble) gehören, und zwar auch dann, wenn nicht jede einzelne dazugehörige bauliche Anlage die Voraussetzungen … erfüllt.“ Bodendenkmäler sind „bewegliche und unbewegliche Denkmäler, die sich im Boden befinden oder befanden und in der Regel aus vor- oder frühgeschichtlicher Zeit stammen“. Letztere werden in der Literatur auch als archäologische Denkmäler bezeichnet.
Das Gesetz legt im Artikel 2 fest, dass die Baudenkmäler und die Bodendenkmäler in ein Verzeichnis aufgenommen werden sollen, das als „Denkmalliste“ bezeichnet wird. Diese Liste ist von dem Bayerischen Landesamt für Denkmalpflege zu führen und kann von jedermann eingesehen werden. Die Aufnahme eines Objekts in die Denkmalliste erfolgt im Benehmen mit der betreffenden Gemeinde. Erhebt die Gemeinde Einwendungen, so wird entsprechend einem Beschluss des Bayerischen Landtags von 1978 dem Landesdenkmalrat zur Abgabe eines Votums vorgelegt. Eine Beteiligung der Eigentümer vor oder bei der Eintragung ist in Bayern nicht vorgesehen, sie sind nach dem genannten Beschluss des Landtags lediglich zu unterrichten. Dieser Landtagsbeschluss wird von Juristen angezweifelt.
Die Liste hat rein nachrichtlichen Charakter, das heißt, sie informiert, welche Objekte, nach Auffassung des Landesamtes, die gesetzlichen Voraussetzungen für Denkmäler erfüllen, wobei die Denkmaleigenschaft eines Objektes nicht von der Eintragung in die Liste abhängt. Auch Objekte, die nicht in der Bayerischen Denkmalliste verzeichnet sind, können Denkmäler sein. Den Eintragungen in die Liste ist somit kein Verwaltungsakt, ihr kommt keine Rechtsverbindlichkeit, wohl aber eine erhebliche Bedeutung in den Verwaltungsverfahren (Erlaubnis, Bebauungsplan) als Orientierungs- und Subsumtionshilfe zu.

## Veröffentlichungen
In den Jahren 1985–1991 wurde die Bayerische Denkmalliste in Buchform veröffentlicht. Damals erschienen unter dem Titel Denkmäler in Bayern eine erste Buchreihe mit acht Bänden (sieben für die Regierungsbezirke, einer für die Landeshauptstadt München). In einer zweiten Reihe, von der jedoch bis 2010 erst ein Band veröffentlicht wurde, sollen alle denkmalgeschützten Ensembles nach Regierungsbezirk dargestellt werden. Derzeit ist eine dritte Reihe in Arbeit, in der in insgesamt 96 Bänden für die 71 Landkreise und 25 Kreisfreien Städte jedes Baudenkmal mit einer kurzen Beschreibung und einem Bild vorgestellt wird. 
Eine Zeit lang war die Bayerische Denkmalliste auf der Website des Landesamts für Denkmalpflege einzusehen. Nach einer Pause werden seit einiger Zeit die Denkmäler über den Bayerischen Denkmal-Atlas gezeigt. Dessen Ziel ist es, Baudenkmäler und Ensembles bis auf die Ebene eines Gebäudes oder eines Gebäudeteils und Bodendenkmäler in ihrer bekannten Ausdehnung kartografisch darzustellen. Außerdem sollen zu jedem Baudenkmal Fotos mit der Außenansicht aufrufbar sein. Parallel dazu sind auch wieder die Listen abzurufen.